# Pasminco Ltd.
Песмінко (Pasminco) — гірничо-металургійний концерн, який на початку XXI ст. займав 1-е місце у світі по виробництву цинку. 
Серед активів концерну були копальні поліметалічних руд Сенчері та Роузбері, плавильні заводи у Гобарті та Кокл-Крік (всі — Австралія), металургійний завод в місті Будел (Нідерланди) та ін.
В 1990-х роках Pasminco потрапив у скрутне фінансове становище і в 2004-му на його основі створили компанію Zinifex. 